# Bolla Mária
Szabadfiné Bolla Mária, elterjedt becenevén Marica (Budapest, 1945. július 28. – 2018. augusztus 24.) Európa-bajnoki ezüstérmes, tizenhétszeres magyar bajnok vitorlázórepülő. Magyarország első női gyémántkoszorús pilótája.

## Pályafutása
1963-ban kezdett repülni a Hármashatár-hegyen a Postás Repülőklubban. 1964-ben szerezte meg az „A”, „B” és a „C" vizsgát, 1966-ban az ezüstkoszorút. 1968-ban indult először versenyen, ahol harmadik helyezést ért el, és ezzel bekerült a válogatott keretbe. 1970-ig 350 órát töltött a levegőben. Számtalan hazai és nemzetközi versenyen volt első, vagy dobogós helyezett, néhányszor férfi mezőnyben indulva is győzött. EB-n elért helyezései mellől csak a bajnoki cím hiányzik. 1972-ben teljesítette az aranykoszorú feltételeit, 1974-ben pedig (a magyar nők közül elsőként) gyémántkoszorús pilóta lett. Pályafutása során közel 5000 órát és 190 ezer kilométert repült. Versenyzői karrierjét 50 év után, az LV. Nemzeti Bajnokságon fejezte be.
12 alkalommal indult női világ- és Európa-bajnokságokon, ahol kétszer lett ezüstérmes, és több dobogós helyet szerzett. Egy alkalommal a férfiakat is megelőzve lett magyar bajnok.
2004-ben A Magyar Érdemrend lovagkeresztjével tüntették ki.

## Sportegyesületei
- a budapesti központú, dunakeszi bázisú Opitz Nándor (korábban Matáv, azelőtt Postás) Repülőklub tagja.

## Sporteredmények
Halálakor is még 13 egykormányos és 2 kétkormányos országos és nemzeti rekordja volt érvényben.
- 1968. július 14-én teljesítette a gyémántkoszorú 300 kilométeres céltávfeladatát, 308 kilométerrel.
- 1973. május 31-én repülte meg a gyémántkoszorúhoz szükséges 500 kilométeres távrepülő-feladatot 518 kilométerrel.
- 1974. augusztus 19-én teljesítette a gyémántkoszorú harmadik, magassági feltételét 5350 méteres magasságnyeréssel.

### Világbajnokság
- 2001. I. Női VB, Litvánia 10. hely.
- 2003. II. Női VB, Csehország 10. hely, 2 országos távolsági rekord.

### Európa-bajnokság
- 1979. I. Női EB, Dunaújváros, Magyarország 4. hely,[4]
- 1981. II. Női EB, Franciaország 4. hely, 300 km-es kétkormányos hurok sebességi és távolsági rekord
- 1983. III. Női EB, Belgium 2. hely,[5]
- 1985. IV. Női EB Jugoszlávia 3. hely,[6]
- 1987. V. Női EB, Bulgária 6. hely, Vajdasági Vitorlázórepülő Bajnokság 1. hely
- 1989. VI. Női EB, Szovjetunió 13. hely, Magyar Női Bajnokság 1. hely, 300 km-es hurok sebességi rekord,
- 1991. VII. Női EB Anglia 12. hely, 300 km-es hurok országos és nemzeti kétkormányos távolsági rekord, ma is élő,
- 1993. VIII. Női EB, Csehország, 11. hely, 300 km-es háromszög, 300 km-es hurok, 500 km-es háromszög országos és nemzeti sebességi rekord, ma is élők, szabad és céltáv rekord összesen 5 db.
- 1995. IX. Női EB, Németország, 7. hely,
- 1997. X. Női EB, Szlovákia, 7. hely,
- 1999. XI. Női EB. Lengyelország, 8. hely, Thermál Kupa Szabad osztály 5 hely, férfi mezőny,

### Egyéb nemzetközi versenyek
- 1969. Lengyelország 11. hely, 200 km-es háromszög nemzeti sebességi rekord,
- 1970. Lengyelország 9. hely, 100 km-es háromszög nemzeti rekord,
- 1971. Szocialista Országok Vitorlázórepülő Bajnoksága (KGST) 4. hely, 200, 300 km-es háromszög sebességi rekord,
- 1972. KGST Szovjetunió 3. hely, az aranykoszorú befejezése 4650 m magassággal, abszolút magassági rekord,
- 1974. KGST, Szovjetunió 1. hely, Nemzeti Bajnokság, Szabad osztály 1. hely, (férfi mezőny) 100 km-es háromszög sebességi rekord, gyémántkoszorú befejezése 5850 m-es magassággal, zivatarfelhőben, az első magyar női gyémántkoszorú, abszolút és relatív magassági rekord.
- 1976. Cseh Női Nemzetközi Bajnokság 3. hely, NB Szabad osztály 2. hely (férfi mezőny)
- 1977. KGST Lengyelország 1. hely, Nemzeti Bajnokság 3. hely (férfi mezőny)
- 1978. Cseh Női Nemzetközi Bajnokság I. hely, NB 2. hely (férfi mezőny)
- 1982. KGST, Szovjetunió 1. hely, 100 km-es háromszög seb. rekord, ma is élő,
- 1984. Vajdasági Vitorlázórepülő Bajnokság 2. hely,
- 1988. KGST Bulgária 5. hely, Nemzeti Bajnokság Szabad osztály 6. hely (férfi mezőny)
- 1994. Elő EB, Németország, 7. hely, 605 km-es országos szabad és céltáv rekord, a céltáv ma is élő.
- 1998. Elő EB Lengyelország 2. hely, 543 km-es szabad hurok, országos női és egyben férfi rekord.
- 2000. Női Nemzetközi Bajnokság, Litvánia 3. hely.

### Magyar versenyek
- 1970. május 25-én Dunakeszi – Bercel – Hatvan – Dunakeszi 103 kilométeres háromszögön Sára Magda társával országos női kétüléses alaprekordot állított be 43,7 kilométer/óra sebességgel, Góbé típusú repülőgéppel,
- 1970. május 26-án a Vác – Hatvan – Vác 84 kilométeres hurokrepülésben új rekordot állítottak fel,
- 1970. június 14-én Dunakeszi – Miskolc távolságon céltáv és abszolút táv kategóriában országos rekordot repültek,
- 1973. I. F.A.I. Női Nemzetközi Verseny 9. hely, Alföld Kupa 2. hely (férfi mezőny), gyémántkoszorúhoz 518 km-es hurok távolsági rekord, 100 km-es háromszög sebességi rekord,
- 1975. II. F.A.I. Női nemzetközi Verseny 6. hely, KGST (itthon) 3. hely,
- 1979. Nemzeti Bajnokság 2. hely (férfi mezőny) I. Női EB, Dunaújváros 4. hely,
- 1980. KGST (itthon) 3. hely,
- 1982. Budapest Bajnokság 1. hely, Kohász Kupa 2. hely (mindkettő férfi mezőnyben)
- 1986. Budapest Bajnokság 1. hely (férfi mezőnyben) Bolgár Női Nemzetközi Bajnokság 1. hely,
- 1990. NB, Szabad osztály 6. hely (férfi mezőny) Női NB. 2 hely,
- 1992. Nemzeti Bajnokság 9. hely (férfi mezőnyben) Elő EB, Csehország 8. hely, 100 km-es háromszög országos és nemzeti kétkormányos sebességi rekord,
- 1993. NB 6. hely (férfi mezőnyben),
- 1996. NB Szabad osztály 18. hely, férfi mezőny,
- 2000. Nemzeti Bajnokság Szabad osztály 6. hely, férfi mezőny.
- 2002. Nemzeti Bajnokság 11. hely, férfi mezőny, legeredményesebb női versenyző.

## Elismerések
- Eredményei elismeréseként tizenhárom alkalommal volt az Év sportolója.
- Gyémántkoszorús vitorlázó repülő:
  - 1968. július 14-én 308 km-en Dunakeszi–Maklár–Tiszaföldvár–Dunakeszi útvonal,
  - 1973. május 31-én  518 km-es hurok távolsági rekord, 100 km-es háromszög sebességi rekord (Dunakeszi–Fehérgyarmat–Dunakeszi).
  - 1974. augusztus 19-én 100 km-es háromszög sebességi rekord 5350 méter magassággal,
- 2004-ben pedig megkapta a Magyar Köztársasági Érdemrend lovagkeresztjét, amelyet 2016-ban visszaadott.
- FAI (Fédération Aéronautique Internationale, Nemzetközi Repülőszövetség) 2013-ban Pelagia Majewska éremmel díjazta. A díjat olyan női vitorlázórepülőknek ítélik oda akik vagy az elmúlt év eredményeivel érdemelték ki az elismerést, vagy hosszabb időn keresztül példát mutattak a következő generációknak. Ő az első magyar pilóta aki ezt a díjat megkapta.[2]